# Каде, Отто
Отто Каде (нем. Otto Kade; 6 мая 1819, Дрезден — 19 июля 1900, Доберан) — немецкий музыковед

 и композитор.
Руководил хором Нойштадтской церкви в Дрездене, с 1860 года работал в Шверине. Занимался собиранием, изучением и публикацией старинной немецкой вокальной и хоровой музыки, особенно сочинений Маттеуса Ле Местра и мотетов Людвига Зенфля. Подготовил публикацию «Der neuaufgefundene Luther-Kodex vom Jahr 1530». Перевёл с французского книгу Поля Скюдо «Кавалер Сарти» (фр. Le Chévalier Sarti) из жизни итальянских музыкантов XVIII века (1858). Отредактировал и дополнил второе издание «Истории музыки» Августа Вильгельма Амброса (1881).